# Pápua Új-Guinea az 1996. évi nyári olimpiai játékokon
Pápua Új-Guinea az egyesült államokbeli Atlantában megrendezett 1996. évi nyári olimpiai játékok egyik részt vevő nemzete volt. Az országot az olimpián 3 sportágban 11 sportoló képviselte, akik érmet nem szereztek.

## Atlétika
Férfi
| Versenyző                                 | Versenyszám     | Előfutam      | Előfutam      | Előfutam      | Negyeddöntő | Negyeddöntő | Negyeddöntő | Elődöntő | Elődöntő | Elődöntő | Döntő   | Döntő    |
| Versenyző                                 | Versenyszám     | Idő           | Hely.         | Össz.         | Idő         | Hely.       | Össz.       | Idő      | Hely.    | Össz.    | Idő     | Helyezés |
| ----------------------------------------- | --------------- | ------------- | ------------- | ------------- | ----------- | ----------- | ----------- | -------- | -------- | -------- | ------- | -------- |
| Peter Pulu                                | 100 m           | 10,76         | 9.            | 82.           | kiesett     | kiesett     | kiesett     | kiesett  | kiesett  | kiesett  | kiesett | kiesett  |
| Amos Ali                                  | 200 m           | 21,37         | 5.            | 67.           | kiesett     | kiesett     | kiesett     | kiesett  | kiesett  | kiesett  | kiesett | kiesett  |
| Subul Babo                                | 400 m           | 48,15         | 7.            | 51.           | kiesett     | kiesett     | kiesett     | kiesett  | kiesett  | kiesett  | kiesett | kiesett  |
| Ivan Wakit                                | 400 m gát       | 53,42         | 8.            | 52.           |             |             |             | kiesett  | kiesett  | kiesett  | kiesett | kiesett  |
| Allan Akia Peter Pulu Amos Ali Subul Babo | 4 × 100 m váltó | nem ért célba | nem ért célba | nem ért célba |             |             |             | kiesett  | kiesett  | kiesett  | kiesett | kiesett  |
| Samuel Bai Ivan Wakit Amos Ali Subul Babo | 4 × 400 m váltó | 3:19,92       | 7.            | 31.           |             |             |             | kiesett  | kiesett  | kiesett  | kiesett | kiesett  |

## Ökölvívás
| Versenyző    | Versenyszám  | Selejtező                  | Nyolcaddöntő      | Negyeddöntő       | Elődöntő          | Döntő             | Helyezés |
| Versenyző    | Versenyszám  | Ellenfél Eredmény          | Ellenfél Eredmény | Ellenfél Eredmény | Ellenfél Eredmény | Ellenfél Eredmény | Helyezés |
| ------------ | ------------ | -------------------------- | ----------------- | ----------------- | ----------------- | ----------------- | -------- |
| Howard Gereo | Légsúly      | Mehdi Assous (ALG) · 4–11  | kiesett           | kiesett           | kiesett           | kiesett           | 17.      |
| Lynch Ipera  | Pehelysúly   | Daniel Attah (NGR) · 2–14  | kiesett           | kiesett           | kiesett           | kiesett           | 17.      |
| Henry Kungsi | Könnyűsúly   | Henry Kungsi (BRA) · 11–11 | kiesett           | kiesett           | kiesett           | kiesett           | 17.      |
| Steven Kevi  | Kisváltósúly | Davis Mwale (ZAM) · 3–16   | kiesett           | kiesett           | kiesett           | kiesett           | 17.      |

## Súlyemelés
| Versenyző    | Versenyszám | Szakítás | Szakítás | Lökés                    | Lökés                    | Összesen | Helyezés |
| Versenyző    | Versenyszám | Eredmény | Helyezés | Eredmény                 | Helyezés                 | Összesen | Helyezés |
| ------------ | ----------- | -------- | -------- | ------------------------ | ------------------------ | -------- | -------- |
| Peter Kilapa | 70 kg       | 120,0    | 24.*     | érvényes kísérlet nélkül | érvényes kísérlet nélkül | kiesett  | kiesett  |

* - egy másik versenyzővel azonos eredményt ért el